# Argostemma angustifolium
Argostemma angustifolium är en måreväxtart som beskrevs av Friedrich Anton Wilhelm Miquel. Argostemma angustifolium ingår i släktet Argostemma och familjen måreväxter. Inga underarter finns listade i Catalogue of Life.